# Mráz Zobor I
Mráz Zobor I byl  celodřevěný jednomotorový dvoumístný dolnoplošný sportovní letoun vyráběný v roce 1943 ve společnosti Továreň na lietadlá ing. J. Mráz v Chocni.

## Vznik a vývoj

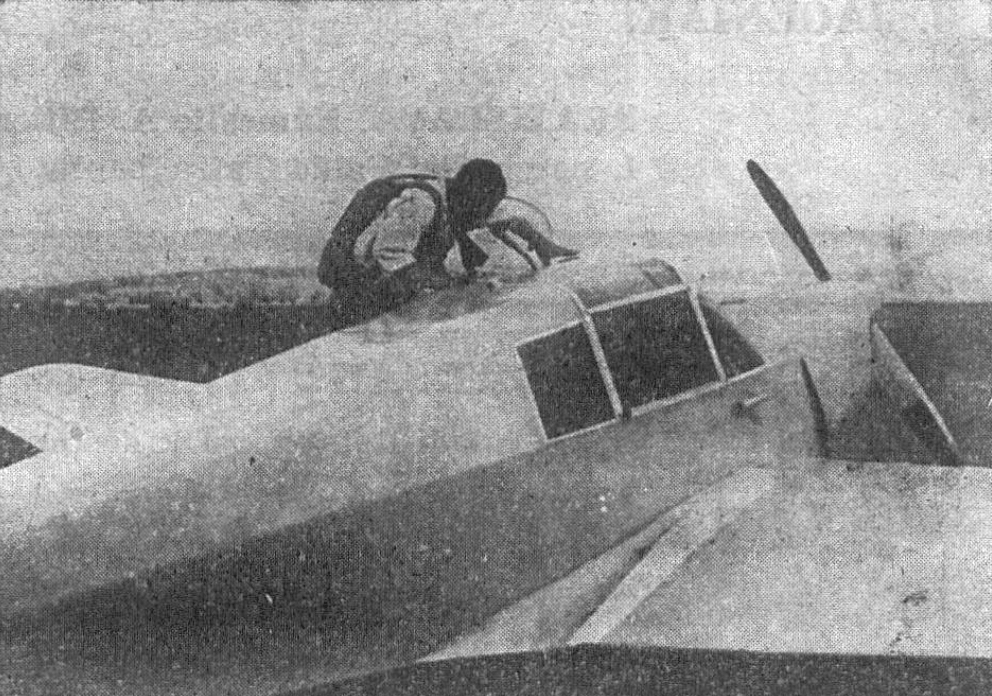
Mráz Zobor I (Nová mládež 1942)

Na přelomu let 1939/40 odešel z choceňské továrny ing. Pavel Beneš a společnost byla přejmenována na Ing. J. Mráz, továrna na letadla (Ing. J. Mráz, Flugzeugfabrik). Během druhé světové války výrazně vzrostl objem výroby. Hlavním vyráběným typem v Chocni byl německý větroň DFS Kranich II (po válce vyráběný jako VT-52 Jeřáb), určený pro výcvik pilotů Luftwaffe. Za války bylo postaveno celkem 1 620 kusů. Dále byly vyráběny letouny Fieseler Fi 156 „Storch“ a nákladní kluzáky DFS 230. 
V roce 1941 Jaroslav Mráz založil slovenskou pobočku s výrobními prostory na vojenském letišti v Nitře (Továreň na lietadlá ing. J. Mráz), kde vznikl jediný "válečný" letoun, zkonstruovaný na území bývalého Československa, přesněji řečeno ve Slovenské republice. V roce 1941 odjel konstruktér ing. Zdeněk Rublič, spolupracovník Pavla Beneše, na Slovensko, aby tam vedl pobočku Mrázovy továrny v Nitře. Výsledkem slovenského pobytu ing. Rubliče byl sportovní letoun Zobor I, vlastně upravená a mírně vylepšená Super Bibi Be-555. To už byl první krok ke slavným poválečným „Sokolům".
Zobor I, který poprvé vzlétl koncem roku 1942 za pilotáže rotníka Jána Kella, se odlišoval od svého vzoru Super Bibi několika změnami, které vzešly ze zkušeností získaných s provozem Be-555. Základní změnou byla nižší poloha umístění motoru a nový tvar krytu kabiny s vyšším a méně šikmým čelním štítem.

## Popis letounu
Zobor I byl samonosný dvoumístný dolnoplošník, kde sedadla byla umístěna v uzavřené kabině vedle sebe. Ve smíšené konstrukci převažovalo dřevo, s překližkovým a plátěným potahem. Kabina pilotů se zdvojeným řízením byla umístěna přibližně v těžišti letounu a oproti Be-555 se zlepšil výhled zvláště dopředu. Vstup do kabiny byl možný prostornými dvířky umístěnými z obou stran trupu. Za sedadly posádky byl prostor pro uložení zavazadel.
Křídlo bylo tvořeno hlavním a pomocným skříňovým nosníkem, na které byly navlečena žebra. Křídlo se skládalo ze tří částí. Centrální část byla pevně spojena s trupem a nesla podvozek a dvě palivové nádrže. Podvozek tvořily dvě samostatné nohy osazené koly o rozchodu 2,29 m. Kola byla opatřena aerodynamickými kryty z hliníkového plechu. Ostruha s kolečkem byla odpérována gumou s olejovým tlumičem. Přední kola byla vybavena brzdami a olejo-pneumatickým tlumičem výroby fy. Mráz.
Pohonná jednotka Walter Minor 4 byla uchycena na první přepážce trupu, na motorovém loži svařeném z ocelových trubek. Motor byl zavěšen pružně ve čtyřech bodech. Kryt motoru byl vyroben z nerezavějícího plechu.

## Použití
Všechna vyrobená letadla byla dána k dispozici Ministerstvu národní obrany Slovenské republiky (Slovenský letecký sbor, SLeS), kde spolu s Be-555 byla použita jako výcvikové a spojovací letouny. Všechna letadla byla opatřena československými imatrikulacemi OK. První prototyp létal s OK-SOA, následných devět sériových letounů vyrobených v roce 1943 létalo s označením OK-SOB až OK-SOJ.
V blízkosti obce Výčapy-Opatovce severně od Nitry dne 27. května 1943 havarovalo letadlo Zobor I. Při přeletu z Nitry do Trenčianských Biskupic je pilotoval Ján Kello, zkušební pilot v hodnosti rotníka slovenského letectva u firmy Mráz. Pilot Ján Kello v troskách letadla zahynul. Ján Kello se již dříve dostal do análů československého letectva, a to 25. října 1938, kdy byl sestřelen maďarskou stíhačkou Fiat CR.32 při pilotáži letounu Š-328.237, ale tehdy havárii přežil.
Poslední dva letouny Zobor I (OK-SOI, OK-SOJ) převzala v létě 1944 nacistická Luftwaffe.

## Uživatelé
- Slovensko
  - Slovenský letecký sbor (SLeS)
- Německá říše
  - Luftwaffe

## Specifikace
Údaje dle

### Hlavní technické údaje
- Osádka: 2
- Rozpětí: 10,00 m
- Délka: 7,03 m
- Výška: 1,88 m
- Nosná plocha: 12,00 m2
- Plošné zatížení: 58,3 kg/m2
- Prázdná hmotnost: 410 kg
- Vzletová hmotnost: 700 kg
- Pohonná jednotka:  vzduchem chlazený, pístový, invertní, řadový čtyřválcový motor Walter Minor 4-II
  - nominální, jmenovitý výkon: 85 k (62,5 kW) při 2260 ot/min
  - maximální, vzletový výkon: 95 k (69,9 kW) při 2550 ot/min
- Vrtule: dvoulistá dřevěná s pevným nastavením listů

### Výkony
- Maximální rychlost: 215 km/h
- Cestovní rychlost: 200 km/h
- Přistávací rychlost: 70 km/h
- Dostup: 5 000 m
- Stoupavost: 3,3 m/s, 7 min. do 1000 m
- Dolet: 1100 km